# Aethiopia rufescens
Aethiopia rufescens là một loài bọ cánh cứng trong họ Cerambycidae.